# Vårdö
Vårdö este o comună din Finlanda.